# Frank Richard Stockton
Frank Richard Stockton (Filadelfia, 5 aprile 1834 – Filadelfia, 20 aprile 1902) è stato uno scrittore e umorista statunitense, noto soprattutto per aver scritto delle favole per bambini innovative, che divennero molto popolari a fine del XIX secolo. Stockton evitò l'utilizzo di una certa morale che era piuttosto comune nei racconti per bambini del tempo, l'innovazione è tutta da cercare nell'utilizzo di una forma di umorismo intelligente per colpire l'avidità, la violenza, l'abuso di potere e di altre debolezze umane. Sono da ricordare alcuni dei suoi racconti più famosi Il Griffin e la Canon Minor (1885) e The Bee-Man di Orn (1887), che è stato pubblicato nel 1964 in edizione illustrato da Maurice Sendak.

## Principali opere
- Ting-a-ling (1867) - raccolta di storie per infanzia.
- The Lady, or the tiger? (1882) - La signora, o la tigre? - La sua opera più conosciuta.
- Rudder Grang (1885) - una serie di episodi che raccontano le avventure di una giovane coppia.
- The Stories of the Three Burglars (1889) - Storie di tre ladri.
- The Transferred Ghost - Il fantasma trasferito (1895)
- The Great Stone of Sardis (1898)
- The Lady in the Box - La Signora nella scatola (1902) storia di una donna che non invecchia.
- The Captain's Toll-Gate(1903) - Il capitano Toll-Gate.
- The adventures of Captain Horn(1910) - Le avventure del Capitano Horn.
- Ting-a-ling (1921)